# 八幡 (横手市)
八幡（やわた）は、秋田県横手市の大字。郵便番号は013-0071。人口は1,745人、世帯数は737世帯（2020年10月1日現在）。旧平鹿郡横手町大字八幡、旧平鹿郡朝倉村大字八幡、旧平鹿郡八幡村に相当する。

## 地理
横手市の中心部、横手地域の西部に位置しており、東で朝倉町、西で静町、北で睦成、南で三本柳・卸町・横手町と隣接する。北境を横手川から取水された三ノ堰が北流し、国道13号の横手バイパスと奥羽本線が並行して南北に縦貫する。集落はその中間にあり、北部に石町、南部に八幡の集落があるが、近年では国道13号より西側の地区で住宅の立地が進行しており、市街地の拡散が見られている。また、国道13号の石町交差点には、北西方向から延びる秋田県道71号大曲横手線の終点が位置している。
全域が都市計画区域に含まれるが、区域区分非設定区域となっている。都市計画法上の用途地域では国道13号の横手バイパス沿いが準工業地域に、奥羽本線沿いが第一種中高層住居専用地域に、その中間部が第二種中高層住居専用地域に指定されている。

### 地名の由来
「八幡」の地名は、古くから八幡神社が鎮座していることに由来する。また、かつての八幡村の支郷であり、現在も小字として地名に残る「石町」は、八幡字石町3-7に所在する立石に由来するとされる。この石は高さ約3メートル、幅約1.4メートルあり、地下深くまで埋まっていると伝えられている。「石町」という地名は、中世期に記された『奥羽永慶軍記』にも見られ、遅くとも中世にはすでに存在していたことがうかがえる。この立石は、横手川が現在の流路とは異なり、かつて石町付近を流れていた頃に、船の繋ぎ石あるいは灯台の役割を果たしていたとも言われている。ただし、どのような経緯でこの場所に立てられたかは判然としない。

### 小字
2024年（令和6年）10月5日時点での「横手市（秋田地方法務局大曲支局）登記所備付地図データ」、デジタル庁公表の「アドレス・ベース・レジストリ」の「秋田県 横手市 町字マスター（フルセット） データセット」、横手市公表のオープンデータによれば、八幡の小字は以下の通りである。
| 町・字 | 町・字   | 出典 | 出典         | 出典       |
| 大字   | 小字     | 登記 | 町字マスター | 行政区一覧 |
| ------ | -------- | ---- | ------------ | ---------- |
| 八幡   | 字石町   | ○    | ○            | ○          |
| 八幡   | 字下長田 | ○    | ○            | ○          |
| 八幡   | 字下鶴田 | ○    | ○            | ○          |
| 八幡   | 字十二柳 | ○    | ○            | ○          |
| 八幡   | 字上長田 | ○    | ○            | ○          |
| 八幡   | 字上鶴田 | ○    | ○            | ○          |
| 八幡   | 字長者町 | ○    | ○            | ○          |
| 八幡   | 字八幡   | ○    | ○            | ○          |

## 歴史
正保4年（1647年）の『出羽国知行高目録 下』では、1,130石余で中央地区（旧横手町、旧朝倉村）で最大の村高。享保15年（1730年）の『六郡郡邑記』によれば、古くから正八幡宮があることに由来して村名が付けられたとされる。当時は、横手前郷村の本年貢から五石を神主・高瀬安芸守が受け取り、祭祀を執り行っていたとされ、村の戸数は10軒で、支郷として石町村（家数9軒）があった。

### 沿革
- 1873年（明治6年）2月 - 秋田県第6大区小2区に属する[15]。
- 1875年（明治8年）5月1日 - 朝倉小学校の前身となる「粛雝学校」が開校[16]。
- 1883年（明治16年）11月3日 - 粛雝学校、関根学校が統合し、「石町小学校」となる[17]。
- 1887年（明治20年）4月 - 石町小学校が「睦成尋常小学校」と改称し、睦成村に校舎を移転[17]。
- 1889年（明治22年）4月 - 町村制施行に伴い、睦成村・静町村・杉目村・杉沢村・八幡村が合併し、朝倉村となる[18]。八幡村は朝倉村大字八幡となる[19]。
- 1933年（昭和8年）4月15日 - 朝倉村が横手町に編入[20][21]。横手町大字八幡となる[19]。
- 1951年（昭和26年）4月1日 - 栄村と旭村が横手町に編入、同時に市制施行して横手市（初代）となる[20]。横手市八幡となる[19]。
- 1975年（昭和50年）10月 - 横手卸センター（卸団地）が完成[22]。
- 2014年（平成26年）4月7日 - 横手・山内の学校給食センターを統合し、八幡字下長田に「横手学校給食センター」を新築[23]。
- 2016年（平成28年）4月1日 - 境町小・黒川小・金沢小を統廃合し、また朝倉小・旭小・横手南小の一部学区も編入して、八幡字下長田に「横手市立横手北小学校」が開校[24]。

### 町名の変遷
八幡から分離して住居表示が施行された町名の変遷は以下の通りとなる。
| 実施後 | 実施年月日     | 実施前                                         |
| ------ | -------------- | ---------------------------------------------- |
| 朝倉町 | 昭和40年4月1日 | 八幡字石町（一部） やわた あざいしまち         |
| 卸町   | 昭和53年4月1日 | 八幡字八幡（一部） やわた あざやわた           |
| 卸町   | 昭和53年4月1日 | 八幡字長者町（一部） やわた あざちょうじゃまち |

## 世帯数と人口
2020年（令和2年）10月1日現在の世帯数と人口は以下の通りである。
| 大字 | 小字     | 世帯数  | 人口    |
| ---- | -------- | ------- | ------- |
| 八幡 | 字石町   | 237世帯 | 536人   |
| 八幡 | 字八幡   | 132世帯 | 299人   |
| 八幡 | 字十二柳 | 82世帯  | 137人   |
| 八幡 | 字上長田 | 199世帯 | 508人   |
| 計   | 計       | 737世帯 | 1,745人 |

### 人口・世帯数の推移
以下は国勢調査による1995年（平成7年）以降の人口の推移。
| 年                 | 人口  |
| ------------------ | ----- |
| 1995年（平成7年）  | 673   |
| 2000年（平成12年） | 779   |
| 2005年（平成17年） | 880   |
| 2010年（平成22年） | 1,314 |
| 2015年（平成27年） | 1,407 |
| 2020年（令和2年）  | 1,745 |

以下は国勢調査による1995年（平成7年）以降の世帯数の推移。
| 年                 | 世帯数 |
| ------------------ | ------ |
| 1995年（平成7年）  | 227    |
| 2000年（平成12年） | 269    |
| 2005年（平成17年） | 366    |
| 2010年（平成22年） | 545    |
| 2015年（平成27年） | 610    |
| 2020年（令和2年）  | 737    |

## 小・中学校の学区
市立小・中学校に通う場合、学区（校区）は以下の通りとなる。
| 小字 | 小学校               | 中学校               |
| --- | -------------------- | -------------------- |
| 字十二柳、字下長田、字下鶴田、字上鶴田、字長者町 字上長田、字石町、字八幡のうち、国道13号より西側の地域 | 横手市立横手北小学校 | 横手市立横手北中学校 |
| 字上長田、字石町、字八幡のうち、国道13号より東側の地域                                                  | 横手市立朝倉小学校   | 横手市立横手北中学校 |

## 交通

### 鉄道
町の東端を奥羽本線が通っているが、駅はない。最寄り駅は■奥羽本線、■北上線の横手駅。

### バス
町内にバス路線及びバス停はない。
2023年9月30日までは羽後交通の角間川線が通っており、町内に「石町」「八幡」バス停があった。

### 道路
- 国道13号（横手バイパス）
- 秋田県道71号大曲横手線

## 施設
- 八幡神社（字八幡119番地）[35]
祭神：誉田別大神・息長帯姫命・狭依昆売命・多紀理昆売命・天照皇大神[35]
例祭：9月15日[35]
創立年代は不明であるが、宇佐八幡宮からの分霊と伝えられている[36]。元は字長者町、現社地より北方160メートルの地点に神殿があったが、天正年間に現社地に遷し安置、正八幡宮と称された[35]。1873年（明治6年）、村社に列せられ[35]、1907年（明治40年）1月には例祭に地方公共団体から神饌幣帛料を供進される神饌幣帛料供進神社に指定された[36]。
- 横手市横手学校給食センター（字下長田40番地）[37]
- 横手市立横手北小学校（字下長田50番地）[38]
- ヨコウン 横手営業所（字八幡161番地）[39]
- ヤマト運輸 秋田横手営業所（字八幡145番地1）[40]
- 秋田ふるさと農業協同組合 横手支店（字八幡50番地）[41]
- DCM 横手店（字八幡177番地）[42]
- レッドバロン横手（字八幡207番地1）[43]
- プロノ 横手店（字石町92番地8）[44]